# Luigi Gonzaga (1538-1570)

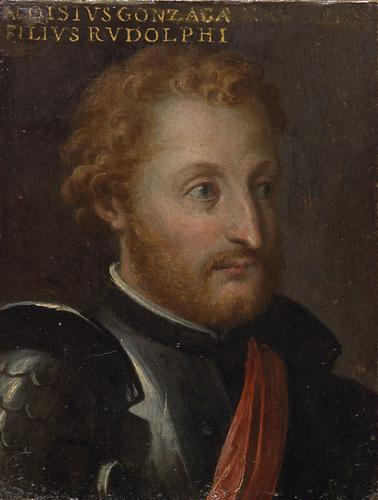
Ritratto di Luigi Gonzaga.

Stemma dei Gonzaga

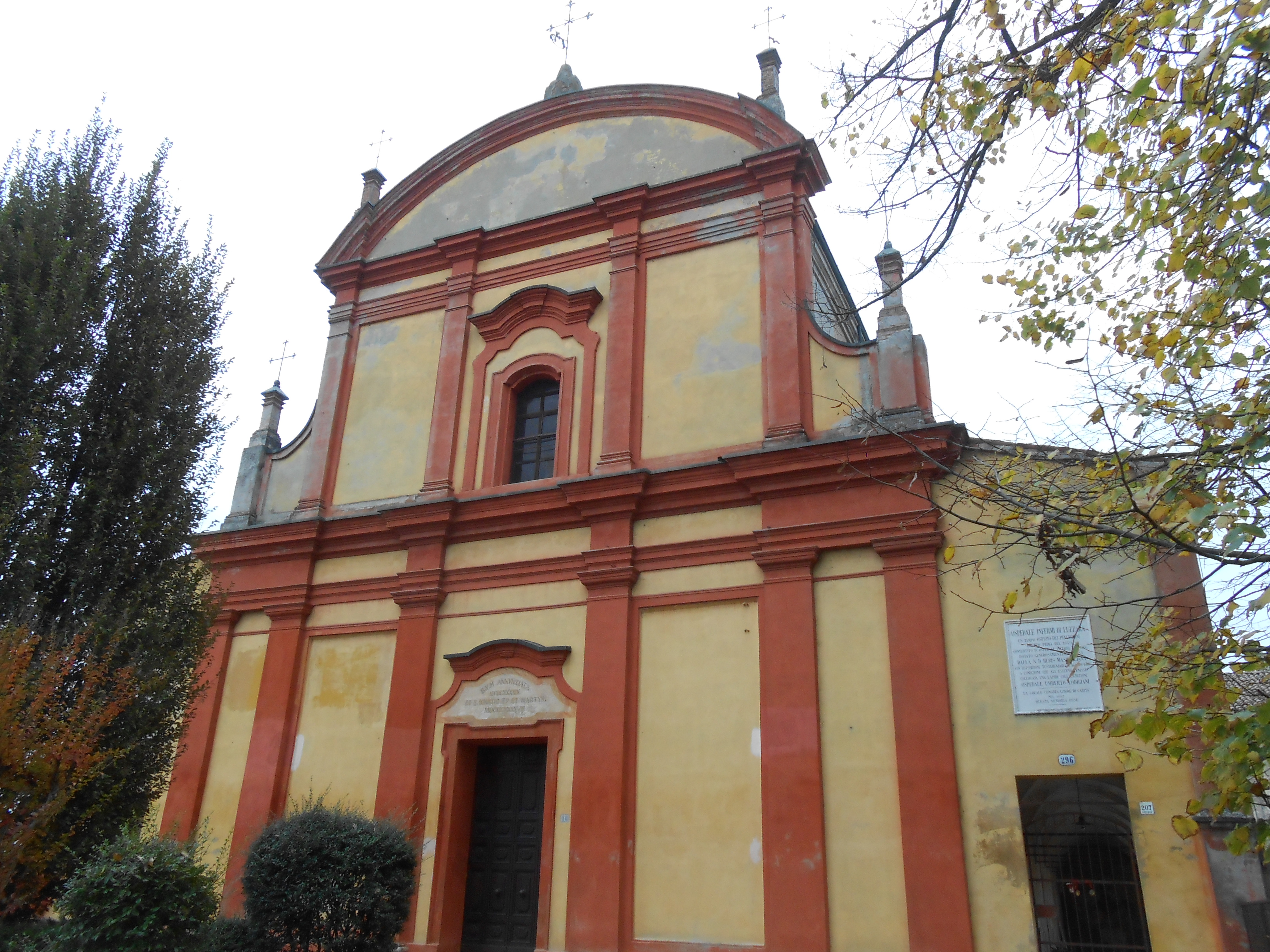
Luzzara, Chiesa ed ex convento degli Agostiniani.

Luigi Gonzaga (Luzzara, 1538 – Ferrara, 30 gennaio 1570) è stato un nobile italiano.

## Biografia
Era figlio di Rodolfo Gonzaga, conte di Poviglio e di Isabella Gonzaga di Bozzolo.
Visse a Ferrara alla corte degli Estensi. 
Il 30 gennaio 1570 fu al centro di un episodio singolare. Trovandosi a transitare nei pressi di Palazzo Contrari a Ferrara, venne assalito dai cani del conte Ercole Contrari, che vennero abbattuti dai famigliari che accompagnavano il Gonzaga. Ercole, per vendicarsi, fece assassinare il Gonzaga da alcuni sicari.
Il duca di Ferrara Alfonso II d'Este chiese al Contrari di rivelare i nomi degli assassini, ma Ercole li fece uccidere prima e consegnò i cadaveri ad Alfonso, che provvide a far strozzare Ercole Contrari inscenando un avvelenamento. 
Venne sepolto nella chiesa del convento degli Agostiniani di Luzzara.

## Discendenza
Luigi sposò Diana Paccaroni († 1594) (talvolta trascritta come "Pecoroni") di Ferrara, poi moglie del cugino Prospero Gonzaga; loro figli furono:
- Rodolfo
- Margherita
- Federico, sposò Silvia, figlia di Collaltino I, conte di Collalto, da cui ebbe:
  - Elisabetta (1586-12 giugno 1620[7]), sposò il cugino Federico I Gonzaga di Luzzara
  - Federico
- Camilla
- Lucrezia
- Sestilia
- Luigia
- Barbara (?-settembre 1606[8]), sposò Pirro, conte d'Arco (m. 1634)

Ebbe anche un figlio naturale, Cesare.

## Ascendenza
|                                              |                                                         |                                                      | Genitori                                                            |  |  | Nonni |  |  | Bisnonni                               |  |  | Trisnonni                                     |  |
|                                              |                                                         |                                                      |                                                                     |  |  |       |  |  | 8. Rodolfo Gonzaga, signore di Luzzara |  |  | 16. Ludovico III Gonzaga, marchese di Mantova |  |
|                                              |                                                         |                                                      |                                                                     |  |  |       |  |  | 8. Rodolfo Gonzaga, signore di Luzzara |  |  | 16. Ludovico III Gonzaga, marchese di Mantova |  |
|                                              |                                                         | 17. Barbara di Brandeburgo-Kulmbach                  |                                                                     |  |  |       |  |  | 8. Rodolfo Gonzaga, signore di Luzzara |  |  |                                               |  |
| 4. Gianfrancesco Gonzaga, signore di Luzzara |                                                         |                                                      |                                                                     |  |  |       |  |  | 8. Rodolfo Gonzaga, signore di Luzzara |  |  |                                               |  |
|                                              |                                                         | 9. Caterina Pico della Mirandola                     | 18. Gianfrancesco I Pico, signore di Mirandola e conte di Concordia |  |  |       |  |  |                                        |  |  |                                               |  |
|                                              |                                                         | 9. Caterina Pico della Mirandola                     | 18. Gianfrancesco I Pico, signore di Mirandola e conte di Concordia |  |  |       |  |  |                                        |  |  |                                               |  |
|                                              |                                                         | 9. Caterina Pico della Mirandola                     | 19. Giulia Boiardo                                                  |  |  |       |  |  |                                        |  |  |                                               |  |
| 2. Rodolfo Gonzaga, conte di Poviglio        |                                                         | 9. Caterina Pico della Mirandola                     |                                                                     |  |  |       |  |  |                                        |  |  |                                               |  |
|                                              |                                                         | 10. Galeazzo I Pallavicino, marchese di Busseto      | 20. Pallavicino Pallavicini, marchese di Busseto                    |  |  |       |  |  |                                        |  |  |                                               |  |
|                                              |                                                         | 10. Galeazzo I Pallavicino, marchese di Busseto      | 20. Pallavicino Pallavicini, marchese di Busseto                    |  |  |       |  |  |                                        |  |  |                                               |  |
|                                              |                                                         | 10. Galeazzo I Pallavicino, marchese di Busseto      | 21. Caterina Fieschi                                                |  |  |       |  |  |                                        |  |  |                                               |  |
| 5. Laura Pallavicino                         |                                                         | 10. Galeazzo I Pallavicino, marchese di Busseto      |                                                                     |  |  |       |  |  |                                        |  |  |                                               |  |
|                                              |                                                         | 11. Elisabetta Sforza                                | 22. Tristano Sforza, signore di Saliceto                            |  |  |       |  |  |                                        |  |  |                                               |  |
|                                              |                                                         | 11. Elisabetta Sforza                                | 22. Tristano Sforza, signore di Saliceto                            |  |  |       |  |  |                                        |  |  |                                               |  |
|                                              |                                                         | 11. Elisabetta Sforza                                | …                                                                   |  |  |       |  |  |                                        |  |  |                                               |  |
| 1. Luigi Gonzaga, conte di Poviglio          |                                                         | 11. Elisabetta Sforza                                |                                                                     |  |  |       |  |  |                                        |  |  |                                               |  |
|                                              | 12. Gianfrancesco Gonzaga, conte di Sabbioneta e Rodigo | 24. Ludovico III Gonzaga, marchese di Mantova (= 16) |                                                                     |  |  |       |  |  |                                        |  |  |                                               |  |
|                                              | 12. Gianfrancesco Gonzaga, conte di Sabbioneta e Rodigo | 24. Ludovico III Gonzaga, marchese di Mantova (= 16) |                                                                     |  |  |       |  |  |                                        |  |  |                                               |  |
|                                              | 12. Gianfrancesco Gonzaga, conte di Sabbioneta e Rodigo | 25. Barbara di Brandeburgo-Kulmbach (= 17)           |                                                                     |  |  |       |  |  |                                        |  |  |                                               |  |
| 6. Pirro Gonzaga, signore di Bozzolo         | 12. Gianfrancesco Gonzaga, conte di Sabbioneta e Rodigo |                                                      |                                                                     |  |  |       |  |  |                                        |  |  |                                               |  |
|                                              |                                                         | 13. Antonia del Balzo                                | 26. Pirro del Balzo, principe di Altamura                           |  |  |       |  |  |                                        |  |  |                                               |  |
|                                              |                                                         | 13. Antonia del Balzo                                | 26. Pirro del Balzo, principe di Altamura                           |  |  |       |  |  |                                        |  |  |                                               |  |
|                                              |                                                         | 13. Antonia del Balzo                                | 27. Maria Donata Orsini del Balzo                                   |  |  |       |  |  |                                        |  |  |                                               |  |
| 3. Isabella Gonzaga di Bozzolo               |                                                         | 13. Antonia del Balzo                                |                                                                     |  |  |       |  |  |                                        |  |  |                                               |  |
|                                              |                                                         | 14. Annibale II Bentivoglio, signore di Bologna      | 28. Giovanni II Bentivoglio, signore di Bologna                     |  |  |       |  |  |                                        |  |  |                                               |  |
|                                              |                                                         | 14. Annibale II Bentivoglio, signore di Bologna      | 28. Giovanni II Bentivoglio, signore di Bologna                     |  |  |       |  |  |                                        |  |  |                                               |  |
|                                              |                                                         | 14. Annibale II Bentivoglio, signore di Bologna      | 29. Ginevra Sforza                                                  |  |  |       |  |  |                                        |  |  |                                               |  |
| 7. Camilla Bentivoglio                       |                                                         | 14. Annibale II Bentivoglio, signore di Bologna      |                                                                     |  |  |       |  |  |                                        |  |  |                                               |  |
|                                              |                                                         | 15. Lucrezia d'Este                                  | 30. Ercole I d'Este, duca di Ferrara, Modena e Reggio               |  |  |       |  |  |                                        |  |  |                                               |  |
|                                              |                                                         | 15. Lucrezia d'Este                                  | 30. Ercole I d'Este, duca di Ferrara, Modena e Reggio               |  |  |       |  |  |                                        |  |  |                                               |  |
|                                              |                                                         | 15. Lucrezia d'Este                                  | 31. Ludovica Condulmer                                              |  |  |       |  |  |                                        |  |  |                                               |  |
|                                              |                                                         | 15. Lucrezia d'Este                                  |                                                                     |  |  |       |  |  |                                        |  |  |                                               |  |